# ドラゴン怒りの鉄拳
『ドラゴン怒りの鉄拳』（原題：精武門、英題：Fist of Fury）は、1972年制作の香港映画。

## 解説
前作『ドラゴン危機一発』の大ヒットを受け、香港GH社と監督、ロー・ウェイの当時の個人プロダクション、四維影業公司（後の「ロー・ウェイ・プロダクション〈羅維影業有限公司〉」の前身会社）の合作により製作された、ブルース・リー主演の第2作。前作から4か月後の1972年3月、香港で封切られるや興行記録を2週間で塗り替え、アジア全域で大ヒットとなる。
ブルース・リーが演じた主人公・陳真は、本作で生み出された架空の人物であるが、「東亜病夫」や「狗與華人不得進内（犬と中国人は入るべからず）」といった中国人への侮蔑の意味を含む看板を次々と破壊することから、中華圏ではよく親しまれる定番キャラクターとなり、後にブルース・リャン、ジェット・リー、ドニー・イェンなど、多くのカンフー・スターがこの役を演じている。また、監督のロー・ウェイは、1976年当時に武術監督やエキストラなどをしていたジャッキー・チェンを主役に抜擢し、本作の続編『レッド・ドラゴン/新・怒りの鉄拳』を製作している 他、ホー・チョンドーは無断で製作した本作の続編2本に主演している。本作はブルース・リーの主演作品の中ではリメイクや無許可の続編など、最も派生作品が多い。

## ストーリー
20世紀初頭、清朝末期の上海で、精武館（上海精武体育会の前身である上海精武体操学校がモデル）の創始者、中国武術の大家・霍元甲が謎の死を遂げた。
その死を聞いて遠方から駆けつけた愛弟子の陳真（ブルース・リー）は、師の突然の死に疑問を抱き、日本人柔道場が死んだ師を侮辱したこともあって、日本人柔道場に単身、殴り込みをかける。その場では幹部不在だったため勝利を得るが、日本人柔道場の鈴木寛（橋本力）は、これに激怒、精武館に報復の殴り込みをかけさせる。
ある夜、陳真は、精武館に使用人として日本人スパイが紛れ込んでいる事を突き止め、師匠の死の原因が、精武館を脅威だと感じた日本人柔道場主・鈴木の陰謀だと知る。陳真は上海を支配する日本の官憲の指名手配するところとなり、日本側は陳真を引き渡さないなら精武館を閉鎖すると脅す。そんな中、霍元甲の娘は野宿している陳真を見つけ、幼いころから惹かれあっていたふたりは口づけをかわすが、陳真は敵のボス鈴木を倒すため、再び単身、日本人道場に殴り込み、これを倒す。
しかし精武館に戻った陳真を待っていたのは、精武館の存続と引き換えに、陳真をその場で射殺しようとする官憲の銃口であった。

## 出演
| 役名                     | 俳優                 | 日本語吹替                                          | 日本語吹替 |
| 役名                     | 俳優                 | テレビ朝日版                                        | TBS版      |
| ------------------------ | -------------------- | --------------------------------------------------- | ---------- |
| チェン（陳真）           | ブルース・リー       | 中尾彬                                              | 津嘉山正種 |
| ユアン（霍麗児）         | ノラ・ミャオ         | 信澤三惠子                                          | 岡本茉利   |
| 鈴木寛                   | 橋本力               | 納谷悟朗                                            | 森山周一郎 |
| 師範                     | ティエン・フォン     | 中田浩二                                            | 嶋俊介     |
| 警察署長                 | ロー・ウェイ         | 宮川洋一                                            | 亀井三郎   |
| ファン                   | ジェームス・ティエン | 嶋俊介                                              | 林一夫     |
| スー                     | リー・クン           | 石丸博也                                            | 塩屋浩三   |
| 鈴木の用心棒             | 勝村淳               | 糸博                                                | 大滝進矢   |
| ウー                     | ウェイ・ピンアオ     | 仲木隆司                                            | 八代駿     |
| チン                     | トニー・リュウ       | 塩沢兼人                                            | 大滝進矢   |
| ペトロフ                 | ボブ・ベイカー       | 細井重之                                            | 津嘉山正種 |
| フェン                   | ハン・インチェ       | 田中康郎                                            | 藤本譲     |
| ティエン（日本人コック） | ウォン・チュンスン   | 村松康雄                                            | 藤本譲     |
| イェン                   | マリア・イー         | 小林由利                                            |            |
| 精武館の門下生           | ユニコーン・チャン   |                                                     | 塩屋浩三   |
| 同                       | ジャッキー・チェン   |                                                     |            |
| 不明 その他              | N/A                  | 北村弘一 広瀬正志 村山明 田中秀幸 半沢純子 田中和義 | 村山明     |

- テレビ朝日版：1979年8月5日『日曜洋画劇場』※テレビ朝日で放映した時は、日本人が悪役であることをぼかし、鈴木の名前も「リン」としている。そのため陳真が、吉田の弟が腹巻をしているのを見て、「貴様、日本人か」と詰め寄る場面も台詞が差し替えられていた。
- TBS版：1985年1月28日『月曜ロードショー』

## スタッフ
- 監督：ロー・ウェイ（中国語版）
- 脚本：ロー・ウェイ/ニー・クァン
- 製作：レイモンド・チョウ
- 撮影：チェン・チンチュー
- 音楽：ジョセフ・クー
- 武術指導：ハン・インチェ

### 日本語版
- 日本語字幕：清水俊二（劇場公開版）、吉田真美（ソフト版）

|      | テレビ朝日版           | TBS版          |
| ---- | ---------------------- | -------------- |
| 演出 | 高桑慎一郎             | 壷井正         |
| 翻訳 | 大野隆一               | 磯村愛子       |
| 効果 |                        | PAG            |
| 調整 | 山田太平               | 栗林秀年       |
| 制作 | ニュージャパンフィルム | グロービジョン |
| 解説 | 淀川長治               | 荻昌弘         |

## 製作
この作品からブルース・リーも製作に関わるようになり、リーのアイデアによりトレード・マークともなった怪鳥音とヌンチャクが初めて登場している。リーがキスシーンを演じた唯一の作品でもある。世界中の多くのファンにとってリーの最高傑作として認識されているが、『燃えよドラゴン』上陸時のインパクトや内容の問題により、日本ではそういった扱いをされることは少ない。
ヌンチャクは香港映画に出演していた日本人俳優倉田保昭がリーと話をしている時、リー自身がヌンチャクのことを持ち出し、倉田がプラスチック製のヌンチャクを持っていたのでリーに贈呈したという。これらの話は倉田が語っているだけであり、リー側から明言されたことはない。
怪鳥音はリハーサルの時にリーが偶然声を出したのをローが注目し映画で見るような独特の叫びとなった。
撮影終了後、リーとローの関係がますます悪化した。リーはローが監督する『冷面虎』に主演を要請されながらも脚本にクレームをつけて相手にしなかった。結局、日本ロケのスケジュールの都合により、リーの主演は見送られることとなった。

### 舞台
本作の舞台は上海となっているが、撮影は全て香港で、前作『ドラゴン危機一発』のタイ・ロケとは一転して、ほとんどがスタジオ・セットで撮影されている。

### 配役
屈強な外国人空手家として登場するボブ・ベイカーはリーのアメリカ時代の友人で、リーの要請で出演が実現した。ファーストネームが同じ事から『ドラゴンへの道』等に出演したボブ・ウォールと混同されるが、全くの別人。
橋本力（日本人・鈴木役）と勝村淳は共に当時勝プロに所属していた日本人俳優で、橋本は『大魔神』シリーズの大魔神役で知られる。勝村は殺陣師であり、『座頭市』シリーズなどで勝のスタントも務めた。勝村が受けたインタビューによれば、ブルース・リーが日本では全く無名の頃、リー自身が来日して勝新太郎の事務所を訪ね、勝に面会して出演を要請。勝もリーの熱意に打たれて、「自分の弟子を出演させる」と応じたという。橋本も何度かインタビューを受けているが、それによれば、いきなり勝プロで「香港に行ってくれ」と言われて、前知識なしの渡航だった。リーとの一騎討ちの場面は、勝村が指導したという。ただし脚本も渡されず、ストーリー自体は全く分からなかったと語っている。
元は俳優であったローが、警察署長役で出演。1976年に続編との趣旨で製作した『レッド・ドラゴン/新・怒りの鉄拳』 でも再び警察署長役で出演している。

#### スタント
ラストで、鈴木が陳真の飛び蹴りを受けて障子を突き破るシーンを、スタントマン時代のジャッキー・チェンが演じている。トランポリンとワイヤーを使い、ハイスピードで撮影された難易度の高いスタントは初公開当時から予告編のラストカットに使われるなど本作の見せ場の一つとして扱い、スタントマンとしてのジャッキーの出世作となる。リーはこの若きスタントマンに最大級の賛辞を贈ったと云われ、リーとの関係を語る際、欠かすことの出来ないエピソードである。
また、リーが宙返りするシーンをスタントするのは、日本領事館でリーに絡み殴られる日本人役も演じるユン・ワーである。

### 演出
劇中、リーが人力車を一人で持ち上げるシーンは監督であるロー・ウェイの考案だが、このシーンの撮影に対してリーは「人が乗った人力車をあのように持ち上げるのは不可能で非現実的」と当初は拒んでいた。最終的にリーが折れる形で撮影し、収録されている。このシーンで支木はリーの背中にあったが、投げるシーンでは前になっている。
登場する日本人役の半分くらいは、袴を前後反対にはいている。これに関して橋本は監督のローに指摘したが、「この方がカッコよく見える」と言い、そのまま撮影が行われた。しかし、橋本が登場するシーンのみ全員普通にはいている。

### 音楽
メインテーマ曲は『鬼警部アイアンサイド』のテーマ曲にも酷似している。
本作の音楽担当はジョセフ・クーであるが、彼が作曲した曲に加え、ライブラリー音楽や多くの既成曲が追加音楽として使用されている。以下は曲名が判明している使用楽曲。
- 「ホワイト・ノイズによるプロジェクション・エセムプラスティック」Projection Esemplastic for White Noise 作曲:湯浅譲二／オムニバスLP『日本の電子音楽』(1967) ※音源はNHKのラジオ番組「現代の音楽」で1964年に放送されたスタジオ・ライブの録音
- 「ホークの登場」Here Comes the Hawk 作曲:ロイ・バッド／映画『小さな冒険者』(1971)サントラ
- 「ウエスタン･テーマ」Western Generique 作曲:フランシス・レイ／映画『あの愛をふたたび』(1970)サントラ
- 「クラッシュアウト(彫刻をぶち壊す)」The Crushout (Total Death) 作曲:エディ・ソーター／映画『ミッキー・ワン』(1965)サントラ
- 「シャイ・アン」Shy Ann 作曲:ホワイト・ライトニン／映画『ウェスタン・ロック/ザカライヤ』(1971)サントラ
- 「ソーラン節」北海道民謡(演奏者、使用音源は不明)
- 「Diamond Robbery」作曲:ジョニー・キーティング／映画『大列車強盗団』(1967)サントラ
- 「ファミリー・マン」Family Man 作曲:クインシー・ジョーンズ／映画『続・夜の大捜査線』(1972)サントラ
- 「Knife Fight on the Hill」作曲:シド・ラミン／映画『USAブルース』(1969)サントラ
- 「アトモスフェール(無限の宇宙)」Atmospheres 作曲:ジョルジ・リゲッティ／映画『2001年宇宙の旅』(1968)サントラ
- 「フォー・ムーズ」Four Moods 作曲:ポール・バックマスター／映画『フレンズ～ポールとミシェル』(1970)サントラ
- 「Spell of the Unknown」作曲:ロジャー・ロジャー／業務用ライブラリー音楽集LP『Major Productions Music 59』(1960年頃)　※元々はフランス国営放送RTFのライブラリー音楽用に作られた曲
- 「共同墓地にて」A Drop O' the Irish (Smuggler's in the Cemetery) 作曲:ロイ・バッド／映画『小さな冒険者』(1971)サントラ

なお香港初公開時の劇場予告編では、本編にも使用された「ウエスタン・テーマ」とR・シュトラウスの「ツァラトゥストラはかく語りき」(『2001年宇宙の旅』サントラから)等が使用されている。

#### 主題歌
日本公開版の英語主題歌を歌っていたマイク・レメディオスとは中国人歌手であり、本作ヒロインのノラ・ミャオや、リーの実弟ロバート・リーとは、香港ラサール高校時代の同級生であることが知られた。2001年、2012年に日本でライブが実現した。

#### タイトル
オリジナル北京語版とそれに対応する英語字幕を比較すれば、分かることだが、「Fist of Fury」とは精武門の奥義、迷踪拳(迷踪藝)のことを意味したものであり、必ずしも「怒りの鉄拳」を訳したものではない。単純に「怒りの鉄拳」を英訳する場合、複数形の「Fists of Fury」のほうが正しい。
アメリカでは『The Chinese Connection』として知られているが、これは本来なら麻薬組織との対決を描いた『ドラゴン危機一発』（米公開名：Fists of Fury）につけられるはずの題名の間違いであった。Connectionとはルート（麻薬の）を指し、当時ヒットした米映画『The French Connection（邦題：フレンチ・コネクション）』のもじり。
現在、本作はアメリカを含む英語圏では『Fist of Fury』、『ドラゴン危機一発』も『The Big Boss』として認識されている。

### ラストシーン
ラストシーンで、ローは陳真を逃したいと考えていたが、リーが「何人も殺している人間を生かすことはできない」と主張したため、映画のラストは主人公が抹殺されることになったという。また別の説では、もともと陳真の死でラストとなる予定だったが、リーが「英雄が殺されるのはおかしい」とクレームをつけてきたため、最終的には死の直前でストップモーションになるラストシーンになったともいう。
なお中国語版では、ラスト近くに陳真と署長が会話をする場面で、署長が「私を信じてくれ。君と志を同じくする人間だ」と語りかける。ラスト近く、一同が道場から出ると、門の外では日本の憲兵、列強の外国人が銃を構えて陳真を殺そうと待ち構えている。だがよく見るとその背後に、陳真の名前を大声で呼ぶ民衆の姿がある。列強に支配されていた中国人の怒りと悲しみが伝わる屈指の名場面となっている。『死亡遊戯』の中で、主人公のビリー・ローはこのシーンの撮影の際に暗殺されかけたという設定になっている（死亡遊戯#ストーリーを参照）。

### その他
日本人柔道場への襲撃後、入り口の名札に室田日出男の名前がある。

## 日本公開
日本では日本人が悪役で登場して最後はリーに退治されるというストーリーから、当初は公開が危ぶまれたが、『燃えよドラゴン』『ドラゴン危機一発』と連続で大ヒットしブルース・リー人気が高まる中、リーの一周忌にあたる1974年7月20日に公開。配給収入6億円で、1974年洋画部門の第4位（『ドラゴン危機一発』と同額）。
ゴールデン・ハーベストは本作の日本上映権を東映に格安で売りこんでいたが、フィルムを取り寄せて社内試写をした東映は「これなら千葉真一でやれる」と社長・岡田茂の即断で本作を購入せず、『激突! 殺人拳』を製作している。
日本で公開されたのは米国で公開された英語版フィルムを元に数シーンがカットされた日本版での上映だったが、2001年4月28日には106分の広東語によるオリジナル・ノーカット版が公開された。

## 関連作品
- 『レッド・ドラゴン/新・怒りの鉄拳』……1976年。ロー・ウェイ監督による続編[2]。ジャッキー・チェン主演。
- 『フィスト・オブ・レジェンド 怒りの鉄拳』……1994年。ジェット・リー製作・主演のリメイク映画。
- 『精武門』……1995年。ドニー・イェン企画・主演のリメイク連続テレビドラマ。
- 『フィスト・オブ・フューリー 復活!ドラゴン怒りの鉄拳』……1998年。染野行雄製作、石天龍（シー・テンロン、ドラゴン・セキ）主演の非公認の続編。
- 『レジェンド・オブ・フィスト 怒りの鉄拳』……2010年。本作にオマージュを捧げたドニー・イェン主演の後日譚的映画。